# Ian Blair, Baron Blair of Boughton

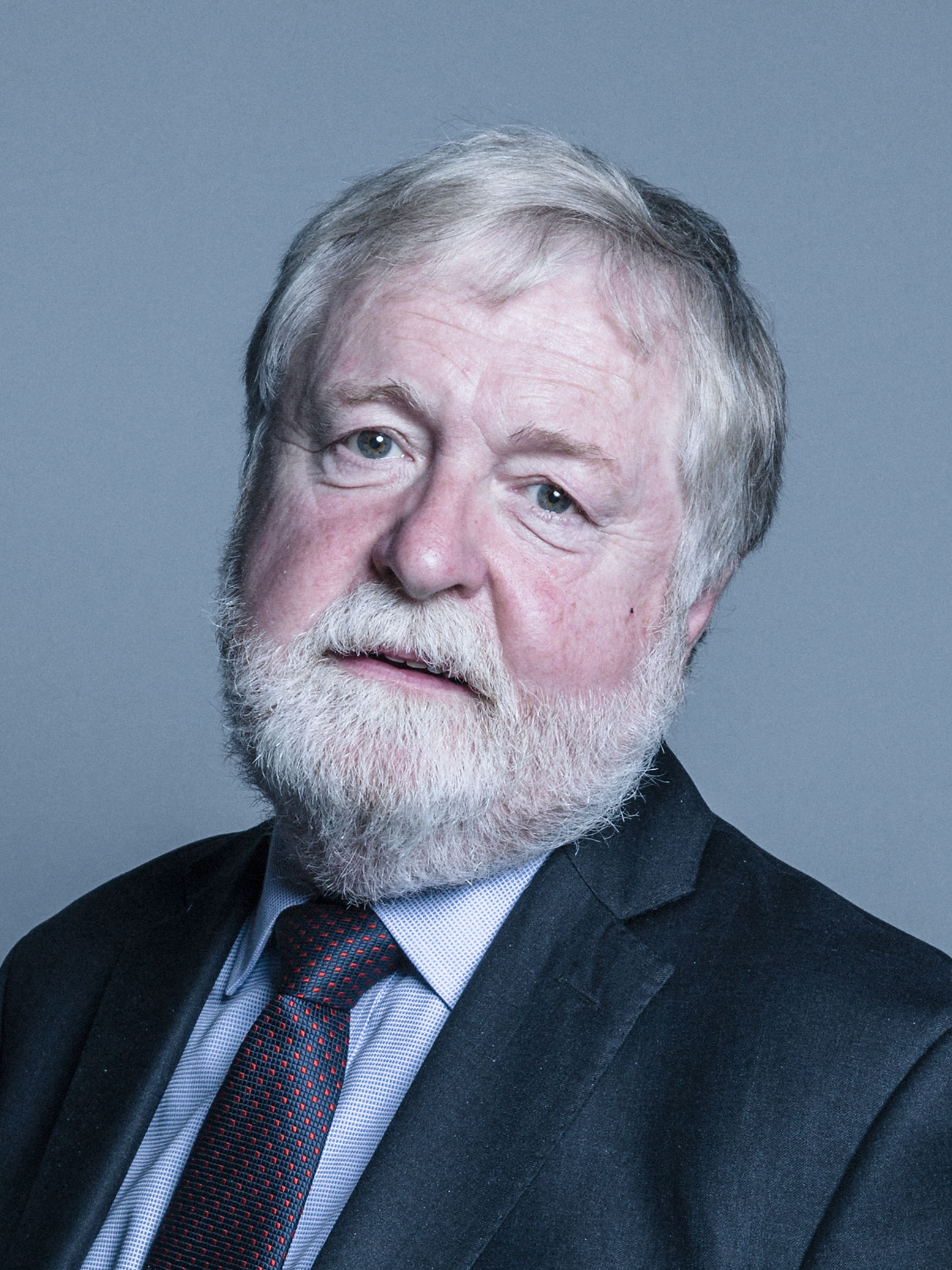
Ian Blair, Baron Blair of Boughton (2018)

Ian Warwick Blair, Baron Blair of Boughton, Kt QPM (* 19. März 1953 in Chester; † 9. Juli 2025) war ein britischer Polizeibeamter, der von 2005 bis 2008 als Commissioner of the Police of the Metropolis an der Spitze der Londoner Metropolitan Police stand. Seit 2010 war er als Life Peer Mitglied des House of Lords.

## Leben und Karriere

### Jugend und Ausbildung
Blair wurde 1953 in Chester als Sohn von Jim und Sheila Blair geboren. Sein Vater verbrachte den größten Teil seiner Berufslaufbahn in der Logistik des Kosmetik- und Lebensmittelkonzerns Lever Brothers und leitete zuletzt den Hafenbetrieb von Port Sunlight in Merseyside. Seine Mutter stammte aus Sheffield; ihr Vater war als selbständiger Stahlkaufmann tätig, bis er in der Weltwirtschaftskrise schwere Verluste erlitt. 
Blair und sein sechs Jahre älterer Bruder besuchten das Wrekin College, eine private Internatsschule in Wellington (Shropshire). Die Schulgebühren übernahm ein Bruder des Vaters, ein wohlhabender Arzt. Blairs Vater wollte, dass sein Sohn Arzt werden sollte wie sein Großvater, aber Blair rebellierte dagegen, indem er sich weigerte, Biologie als Prüfungsfach im O-Level zu wählen. Damit war eine spätere Zulassung zum Medizinstudium ausgeschlossen. Blair hatte zunächst nicht vor zu studieren, da weder seine Eltern noch sein Bruder eine Universität besucht hatten. Ein Lehrer am Wrekin College habe ihn aber ermutigt, sich am Christ Church College der Universität Oxford zu bewerben.
Nach einem Gap Year, das er an der Harvard High School in Los Angeles verbrachte, nahm er 1971 ein Englisch-Studium in Christ Church auf, das er 1974 mit dem Bachelor of Arts abschloss. Sein ursprüngliches Berufsziel, Schauspieler zu werden, gab er noch während des Studiums auf, da er die eigene Begabung nicht für ausreichend hielt.

### Laufbahn im Polizeidienst
Im Anschluss an das Studium trat Blair 1974 bei der Metropolitan Police ein und durchlief das High Potential Developer Scheme for Graduates, ein spezielles Förderprogramm für Universitätsabsolventen. Er begann als Constable in Soho und diente während der folgenden zehn Jahre als Sergeant und Inspector in Zentrallondon, sowohl in Uniform als auch als Kriminalpolizist (Detective) im Criminal Investigation Department (CID). 1985 veröffentlichte er ein Buch über Ermittlungsmethoden in Vergewaltigungsfällen, das den polizeilichen Umgang mit Vergewaltigungsopfern nachhaltig beeinflusste. Im selben Jahr wurde Blair zum Detective Chief Inspector in Kentish Town, Nordlondon, befördert und erwarb sich Anerkennung durch die Lösung eines komplizierten Mordfalls. Er war nach dem Brand im U-Bahnhof King’s Cross St. Pancras 1987 verantwortlich für die Identifizierung der Opfer. 1988 hatte er den Rang eines Superintendent erreicht und leitete ein Projekt zur Reorganisation der kriminalpolizeilichen Arbeit. 1991 übernahm er als Chief Superintendent eine leitende Funktion im HM Inspectorate of Constabulary, der Aufsichtsbehörde über die Polizei in England und Wales, und wurde sofort mit der Durchführung einer großangelegten Operation gegen Korruption in der Polizei betraut.
1994 wurde er Assistant Chief Constable und 1997 Deputy Chief Constable (stellvertretender Polizeipräsident) bei der Thames Valley Police. Hier wurde sein maßvoller Umgang mit den Protesten gegen den Bau des Newbury Bypass, einer heftig umstrittenen Umgehungsstraße um die Stadt Newbury, gelobt. 1998 übernahm Blair als Chief Constable die Leitung der Surrey Police. 1999 bewarb er sich um die Leitung der Metropolitan Police, die aber an Sir John Stevens ging. Blair wurde im Jahr 2000 als Deputy Commissioner Stevens’ Stellvertreter. Während seiner Amtszeit führte die Metropolitan Police als erste Polizeibehörde in England  Community Support Officers ein, unbewaffnete, aber uniformierte Hilfskräfte der Polizei mit eingeschränkten Befugnissen, die öffentliche Präsenz zeigen und für Ordnung und Sicherheit auf den Straßen sorgen sollen. Zum 1. Februar 2005 trat Blair die Nachfolge von Sir John Stevens als Commissioner of the Police of the Metropolis an.

### Als Commissioner
Mit der Amtsübernahme Blairs als Leiter der Metropolitan Police mit ihren rund 30.000 Polizeibeamten und 15.000 Angestellten wurde allgemein die Erwartung verbunden, dass er durchgreifende Reformen in Gang setzen werde. Blair galt als Mann mit weitem intellektuellen Horizont; er hatte sich wiederholt gegen Sexismus und Rassismus in der Polizei und für die verstärkte Einstellung von weiblichen, nichtweißen und homosexuellen Bewerbern ausgesprochen. Als Oxford-Absolvent stieß er innerhalb der Polizei auch wegen des fehlenden „Stallgeruchs“ auf Skepsis, und ihm wurde eine allzu große politische Nähe zu New Labour unterstellt.
Während seiner Amtszeit war Blair mit besonderen Herausforderungen durch den islamistischen Terrorismus konfrontiert. Fehler bei Polizeiaktionen führten zu Kontroversen um seine Amtsführung.

#### Tod von Jean Charles de Menezes
Nur wenige Monate nach Blairs Amtsantritt fanden die Terroranschläge am 7. Juli 2005 in London statt. Zwei Wochen später scheiterten weitere versuchte Bombenattentate. Bei der Suche nach den Tätern erschossen Polizisten in London am 22. Juli den Brasilianer Jean Charles de Menezes, da sie ihn für einen der gesuchten Selbstmordattentäter gehalten hatten. Noch am selben Tag teilte Blair dem Staatssekretär im Innenministerium mit, dass er angeordnet habe, die Independent Police Complaints Commission (IPCC), die damalige unabhängige Behörde zur Untersuchung von Vorwürfen gegen die Polizei, nicht über den Fall zu unterrichten und ihr keinen Zutritt zum Tatort zu gestatten. Stattdessen solle die Angelegenheit durch die interne Ermittlungsabteilung der Metropolitan Police untersucht werden. Zur Begründung gab er an, dass die IPCC verpflichtet sei, alle Informationen an die Angehörigen des Opfers weiterzuleiten und dies angesichts der anhaltenden terroristischen Bedrohung ein zu großes Sicherheitsrisiko darstelle. Am Tag darauf übernahm Blair bei einem Fernsehauftritt die Verantwortung für die irrtümliche Tötung von de Menezes und sprach der Familie sein Bedauern aus, verteidigte aber zugleich die Polizeitaktik, mutmaßliche Selbstmordattentäter mit gezielten Kopfschüssen zu töten. Blair war in der Folge erheblichem öffentlichen Druck und Angriffen in der Presse ausgesetzt. Der Abschlussbericht der nachfolgenden Untersuchung durch die IPCC machte Blair aber keinen Vorwurf, da er von seinen Beamten erst am nächsten Tag über Menezes’ Unschuld informiert worden sei. Blair erklärte später in einer Sendung der BBC, nach der Tötung von Menezes kurzzeitig an Rücktritt gedacht zu haben.
In der Folge lehnte die Staatsanwaltschaft (Crown Prosecution Service), an deren Spitze damals Keir Starmer stand, es wegen unzureichender Beweislage ab, Anklage gegen einzelne Polizeibeamte zu erheben. Es gab jedoch eine Anklage gegen die Metropolitan Police, vertreten durch Commissioner Ian Blair, der vorgeworfen wurde, die Gesundheit und Sicherheit von de Menezes nicht gewährleistet zu haben. Das Verfahren endete mit einem Schuldspruch und der Verurteilung der Metropolitan Police zu einer Geldstrafe in Höhe von £ 175.000 zuzüglich der Gerichtskosten. Daraufhin forderten die Liberaldemokraten und die Konservativen Blairs Rücktritt. Blair lehnte das ab; sowohl die Innenministerin Jacqui Smith als auch die Metropolitan Police Authority (MPA), die Aufsichtsbehörde für die Londoner Polizei, sprachen ihm ihr volles Vertrauen aus. Hingegen sprach ihm die London Assembly, das Stadtparlament für Greater London, das Misstrauen aus, was aber keine Konsequenzen hatte, da Blair dienstrechtlich dem Innenministerium unterstand.

#### Weitere Kontroversen und Rücktritt
Nach der Stürmung zweier Häuser im Ostlondoner Stadtteil Forest Gate im Rahmen eines Antiterroreinsatzes 2006, bei der zwei Unschuldige verhaftet wurden und einer davon angeschossen wurde, gab es erneut Forderungen nach einem Rücktritt Blairs. Daraufhin sprach ihm Premierminister Tony Blair seine volle Unterstützung aus. Weitere Vertrauensbekundungen von anderer Seite waren jedoch nicht mehr ganz so eindeutig. Der Vorsitzende der MPA, Len Duvall, erklärte: „Zu diesem Zeitpunkt genießen Sir Ian Blair und sein Führungsteam das Vertrauen einer großen Mehrheit der MPA, der Regierung und des Bürgermeisters von London.“
Im Oktober 2007 wurde Blair innerhalb der Metropolitan Police scharf kritisiert, weil er einen leistungsbezogenen Bonus in Höhe von £ 25.000 in Anspruch nehmen wollte, während sein Stellvertreter (und späterer Nachfolger) Paul Stephenson angesichts des gegen die Metropolitan Police laufenden Verfahrens im Fall de Menezes darauf verzichtet hatte und einfachen Beamten Gehaltskürzungen drohten. Das führte zu Spannungen zwischen Blair und Stephenson. Am Ende verzichtete auch Blair auf den Bonus, verlor aber an Unterstützung innerhalb der Polizeitruppe.
Am 2. Oktober 2008 gab Blair bekannt, dass er die Innenministerin gebeten habe, ihn zum 1. Dezember 2008 vorzeitig aus seinem bis 2010 laufenden Vertrag zu entlassen und sie seinen Rücktritt angenommen habe. Er erklärte, dass weder dienstliche Fehler noch der öffentliche Druck ihn dazu veranlasst hätten, sondern ausschließlich die fehlende Unterstützung durch den seit Mai 2008 amtierenden konservativen Londoner Bürgermeister Boris Johnson, der ihm mitgeteilt habe, dass er einen Führungswechsel bei der Metropolitan Police wünsche. Ohne die Unterstützung des Bürgermeisters könne er seine Arbeit nicht fortsetzen. Während Johnsons Vorgänger Ken Livingstone von der Labour Party Blair immer Rückendeckung gegeben hatte, hatte Johnson seine Wahlkampagne unter anderem mit Forderungen nach mehr „Law and Order“ geführt. Blair wurde unter Zuerkennung der vollen Pension in den Ruhestand versetzt. 2009 veröffentlichte er unter dem Titel Policing Controversy seine Erinnerungen.

### Familie
Blair war seit 1980 mit seiner Frau Felicity, einer früheren Anwältin für Familienrecht, verheiratet und hatte mit ihr einen Sohn und eine Tochter.

## Ehrungen
Blair wurde 1999 mit der Queen’s Police Medal ausgezeichnet und 2003 im Rahmen der Queen’s Birthday Honours als Knight Bachelor geadelt.
Am 20. Juli 2010 wurde Blair zum Life Peer als Baron Blair of Boughton, of Boughton in the County of Cheshire, ernannt. Im House of Lords saß er als Crossbencher.

## Schriften
- Investigating Rape: A New Approach for Police. Police Foundation, 1985, ISBN 0-7099-2098-9.
- Policing Controversy. Profile Books, 2009, ISBN 978-1-84668-304-6.